# Gilbert Dru
Pour les articles homonymes, voir Dru.
Gilbert Dru est un résistant français et militant chrétien, né le 2 mars 1920 à Lyon et mort le 27 juillet 1944 dans la même ville.

## Biographie
Ancien élève du lycée Saint-Marc, où il se lia d'amitiés avec Christian Rendu, responsable de la Jeunesse étudiante chrétienne, Gilbert Dru refuse la défaite face à l'Allemagne nazie et participe au mouvement de résistance spirituelle et organise, avec Maurice-René Simonnet, la Résistance dans les milieux de la jeunesse chrétienne.
En juin 1941, il anime avec André Mandouze et Jean-Marie Domenach, Cahiers de notre jeunesse. Revue mensuelle dans laquelle il publie plusieurs articles.
Il rédige au cours de l'été 1943 un Projet d'introduction à une action révolutionnaire des jeunes Français. Il propose de fonder un Mouvement républicain de libération regroupant la « mystique des droits de l'homme et la mystique démocrate et d'inspiration chrétienne ». Il obtient l'accord d'André Colin et Maurice-René Simonnet, président et secrétaire général de l'Association catholique de la jeunesse française, puis à Paris, celui de Marc Sangnier, Francisque Gay et Georges Bidault. Ce projet marque de façon profonde l'établissement du futur Mouvement républicain populaire.
Après son arrestation le 17 juillet 1944, il est exécuté par la Gestapo, place Bellecour à Lyon, le 27 juillet 1944, à l'âge de 24 ans, avec quatre autres résistants, dont Albert Chambonnet.
La fiancée de Gilbert Dru, Denise Jouve, deviendra par la suite l'épouse de Christian Rendu et co-écriront avec Bernard Comte et Jean-Marie Domenach, un livre en sa mémoire : Gilbert Dru, un chrétien résistant.

## Hommages

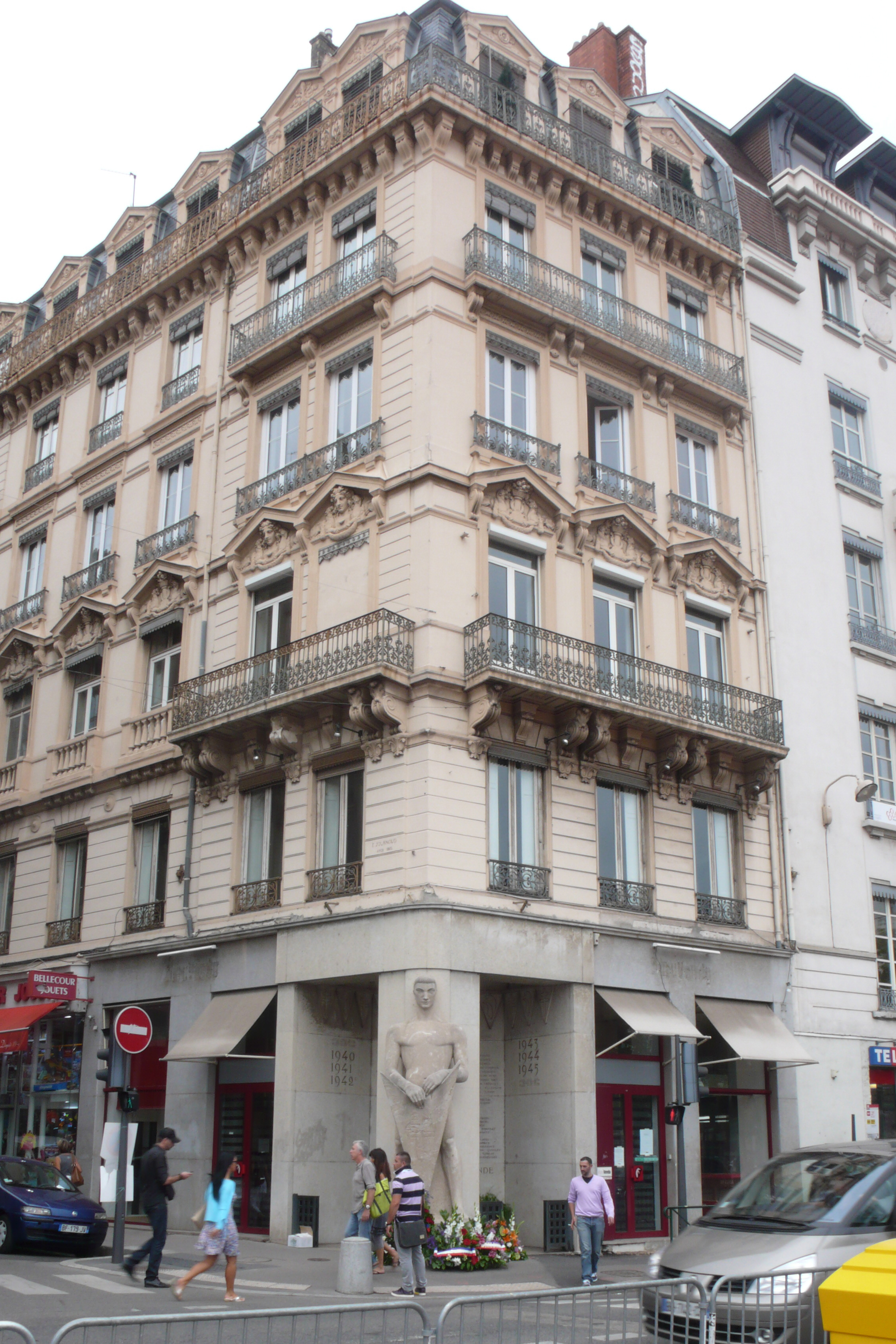
Le Veilleur de pierre, place Bellecour.

Louis Aragon lui a dédié, ainsi qu'à trois autres résistants (Gabriel Péri, Honoré d'Estienne d'Orves et Guy Môquet, soit deux chrétiens et deux communistes), son poème La Rose et le Réséda, qui contient en refrain les célèbres vers « Celui qui croyait au Ciel / Celui qui n'y croyait pas ».
L’Histoire de l'éducation dans l'Antiquité d'Henri-Irénée Marrou porte en page liminaire : « Ce livre est dédié à la mémoire de Gilbert Dru, étudiant français condamné à mort comme Résistant chrétien par l'Occupant national-socialiste allemand et barbarement exécuté place Bellecour, à Lyon, le 27 juillet 1944, à l'âge de vingt-quatre ans. »
En 1948, la sculpture du Veilleur de pierre, hommage à la Résistance intérieure française, est installée sur les lieux de son exécution à Lyon. Les noms des cinq exécutés du 27 juillet 1944 sont gravés sur le mur.
La Fédération Rhône-Alpes de la Ligue internationale contre le racisme et l'antisémitisme (LICRA) a créé en 1981, à l'initiative de son président René Nodot, le prix Gilbert-Dru destiné à « récompenser des élèves d’un établissement scolaire du Rhône pour leur action concrète contre le racisme et l’antisémitisme. »
Un collège, ouvert en 2005, porte son nom dans le 3e arrondissement de Lyon, 42 rue Jeanne-Hachette. Une école maternelle et primaire porte également son nom, ainsi qu’une rue dans le 7e arrondissement de Lyon. il y a également une rue Gilbert Dru dans le 2e arrondissement de Marseille, quartier de la Joliette.

## Décorations
- Médaille de la Résistance française avec rosette à titre posthume (31 mars 1947)[1]